# Hôpital central de l'Est de Tallinn
L'hôpital central de l'Est de Tallinn (estonien : Ida-Tallinna Keskhaigla, en abrégé ITK) est un hôpital situé dans le quartier de Veerenni à Tallinn en Estonie.

## Présentation
L'hôpital central d'East Tallinn est composé de 7 cliniques:  Clinique de diagnostic, Clinique de médecine interne, Clinique ophtalmologique, Clinique gynécologique, Clinique chirurgicale, clinique de réadaptation fonctionnelle et Clinique de soins infirmiers de longue durée. 
Les cliniques à leur tour comprennent des centres et des départements qui se concentrent sur une spécialité au sens plus strict.
L’hôpital dispose de 567 lits.
Il emploie 2 356 personnes dont: 380 docteurs, 989 infirmiers, 467 aides soignants et 445 administratifs.

## Galerie

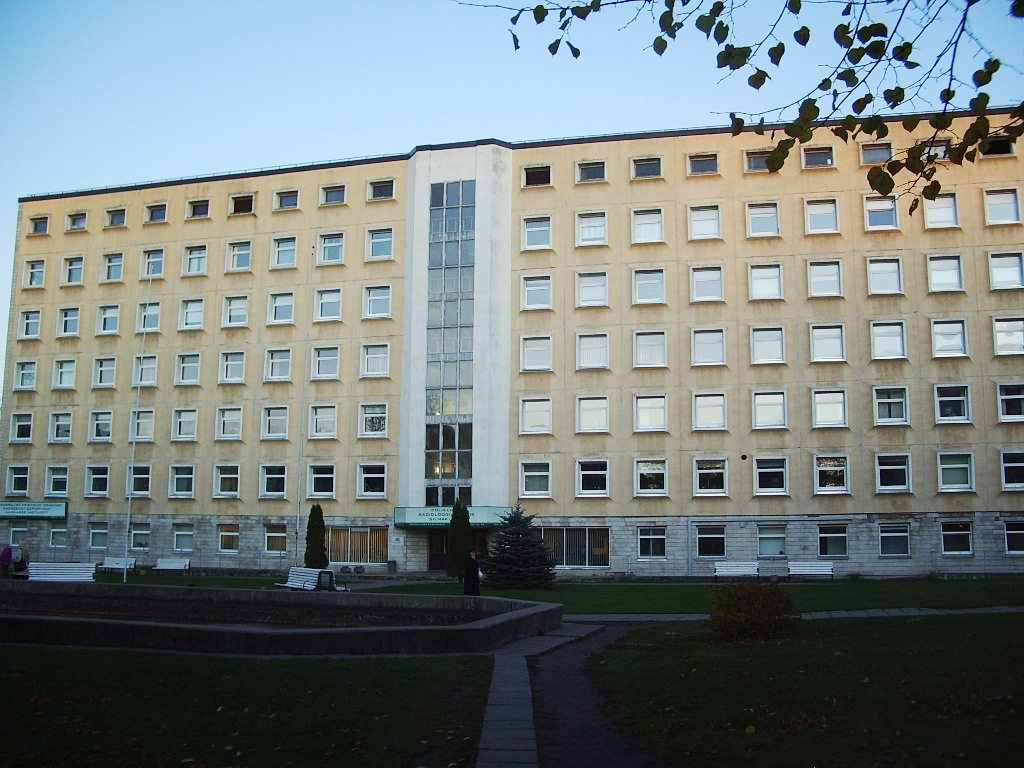
Clinique ophtalmologique,  Ravi tanav 18
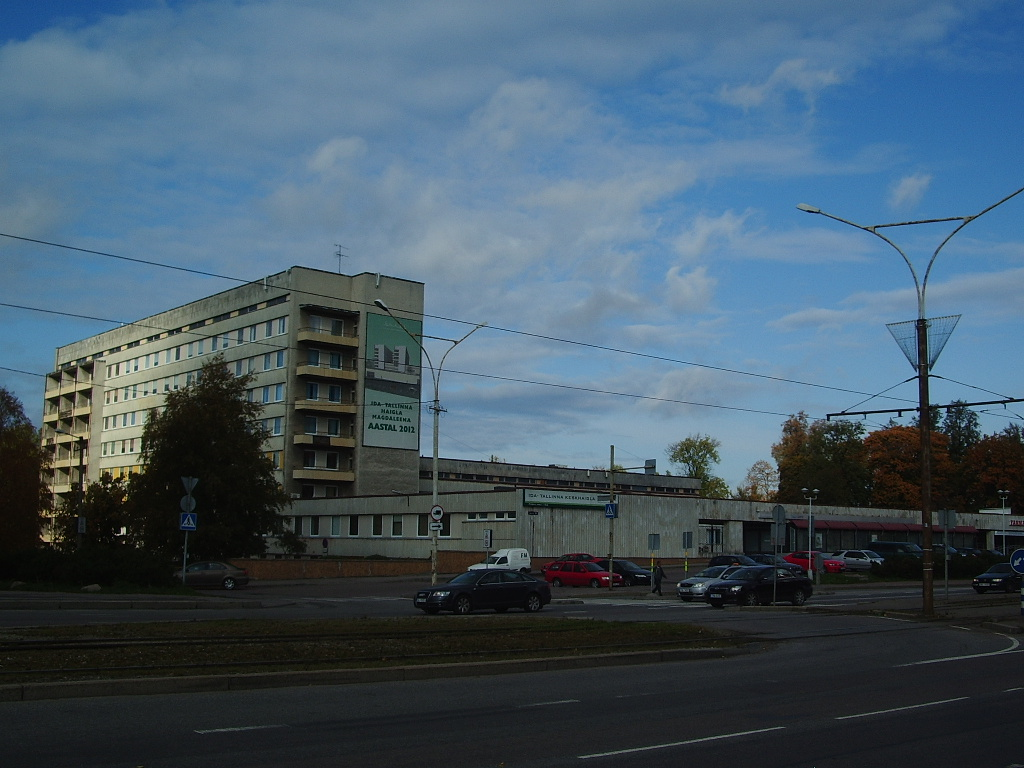
Polyclinique Pärnu maantee 104.
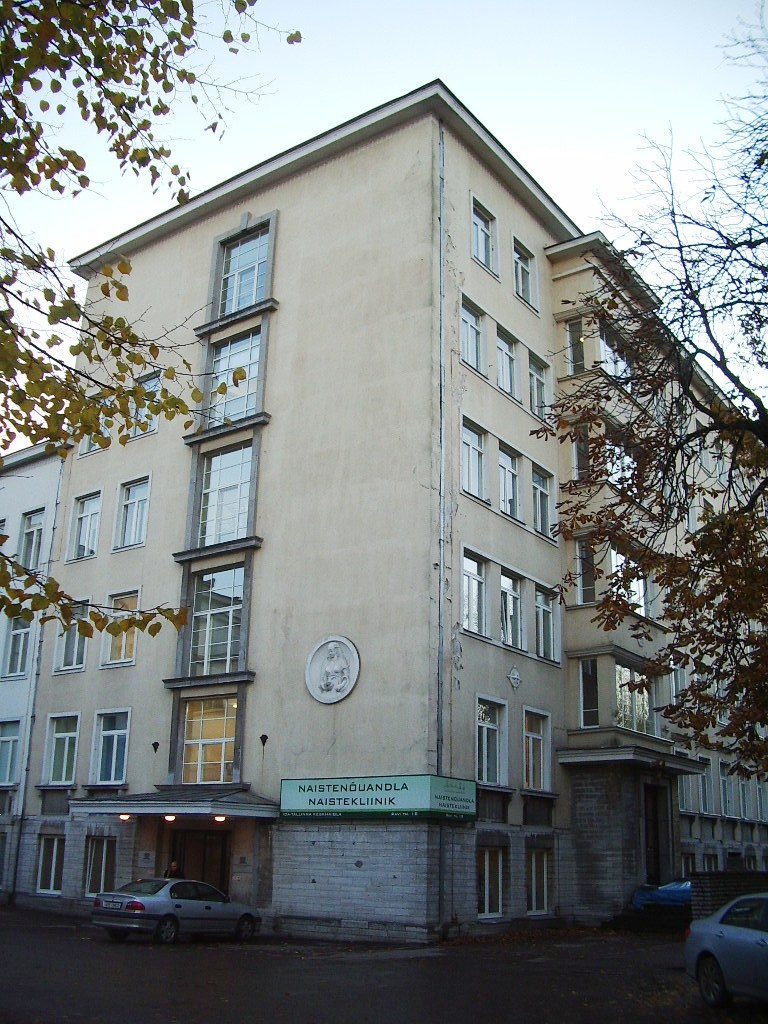
Clinique gynécologique.